# لورين ستورم
لورين مارلين ستورم (بالإنجليزية: Lauren Marlene Storm)‏ (مواليد 2 يناير 1987) ممثلة أمريكية. أدت دور تيريسا كيلمر في فيلم أحبك بيث كوبر ودور تايلور هاجان في فيلم فلايت توينتي ناين داون

## روابط خارجية
- لورين ستورم على موقع IMDb (الإنجليزية)
- لورين ستورم على موقع أول موفي (الإنجليزية)
- لورين ستورم على موقع قاعدة بيانات الأفلام السويدية (السويدية)
- لورين ستورم على موقع قاعدة بيانات الفيلم (الإنجليزية)
- لورين ستورم على موقع كينوبويسك (الروسية)